# 11064 Dogen
11064 Dogen eller 1991 WB är en asteroid i huvudbältet som upptäcktes den 30 november 1991 av de båda japanska astronomerna Masaru Mukai och Masanori Takeishi vid YCPM Kagoshima Station. Den är uppkallad efter den japanske munken Dogen.
Asteroiden har en diameter på ungefär 9 kilometer.